# Dirk Laasch
Dirk Laasch (* 1955 in Lübeck) ist ein deutscher Schauspieler und Hörspielsprecher.

## Leben
Dirk Laasch hatte von 1980 bis 1983 Unterricht am Schauspielstudio von Hildburg Frese in Hamburg. Theaterengagements führten ihn unter anderem an das Theater Freiburg, das Stadttheater Bremerhaven und an die Württembergische Landesbühne Esslingen. In München spielte Laasch an der Schauburg und den Kammerspielen, in Hamburg am Deutschen Schauspielhaus und am Ernst-Deutsch-Theater, ferner gastierte er bei den Burgfestspielen Bad Vilbel.
Gelegentlich arbeitet Laasch auch vor der Kamera, überwiegend als Gastdarsteller in Serien, wie bei seinem Bildschirmdebüt in der Serie Diese Drombuschs 1983. Darüber hinaus wirkte er in einigen Hörspielproduktionen mit. Dirk Laasch lebt in Behlendorf.

## Filmografie
- 1983–1985: Diese Drombuschs (1 Folge als Jörg, 5 Folgen als Wolfgang Hertel)
- 1988: Michas Flucht
- 2005: Tatort – Requiem
- 2006: Die Abrechnung
- 2006: Küstenwache – Spiel mit dem Feuer
- 2007: Einfache Leute
- 2007: Die Rettungsflieger – Ein großer Tag
- 2007: Doppelter Einsatz – Belinda No. 5
- 2007: Fast ein Volltreffer
- 2007: Da kommt Kalle – Trickbetrüger
- 2008: Ein Fall für zwei – Bittere Erkenntnis
- 2009: Krimi.de – Coco unter Verdacht
- 2010–2018: SOKO Wismar (4 Folgen)
- 2011: Tatort – Der Weg ins Paradies
- 2020: Nord Nord Mord – Sievers und die schlaflosen Nächte
- 2023: SOKO Hamburg – Der Müll der Anderen

## Hörspiele
- 1984: Der Marder – Autorin: Helga M. Novak – Regie: Bernd Lau
- 1984: Wer sich liebt – Autor: Bodo Kirchhoff – Regie: Otto Düben
- 1985: Schritte im Dunkeln – Autoren: John Owen und James Parkinson – Regie: Dieter Eppler
- 2006: David Copperfield – Autor: Charles Dickens – Regie: Annette Berger